# Stephania psilophylla
Stephania psilophylla är en tvåhjärtbladig växtart som först beskrevs av Presl, och fick sitt nu gällande namn av Lewis Leonard Forman. Stephania psilophylla ingår i släktet Stephania och familjen Menispermaceae. Inga underarter finns listade i Catalogue of Life.